# Sesamia albiciliata
Sesamia albiciliata là một loài bướm đêm trong họ Noctuidae.